# Землевласник (телесеріал)
Землевласник (англ. Landman) — американський драматичний телесеріал, створений Тейлором Шеріданом і Крістіаном Воллесом на основі подкасту «Boomtown», який веде Воллес. У ньому знявся Біллі Боб Торнтон у ролі лендмена нафтової компанії. Прем'єра шоу відбулася 17 листопада 2024 року на Paramount+.

## Сюжет
Дія Землевласника розгортається у світі нафтових вишок у Західному Техасі, де «негідники та дикі мільярдери підживлюють настільки великий бум, що змінює наш клімат, нашу економіку та нашу геополітику». Головний герой, Томмі Норріс, може бути грубим, як і приїжджий адвокат, який розслідує смертельну аварію на початку сезону..

## Акторський склад

### Головний
- Біллі Боб Торнтон — Томмі Норріс, робітник[en] нафтової компанії.
- Елі Лартер у ролі Анджели Норріс, колишньої дружини Томмі та матері Купера й Ейнслі.
- Джейкоб Лофланд[en] у ролі Купера Норріса, сина Томмі та Анджели, брата Ейнслі.
- Мішель Рендольф[sv] у ролі Ейнслі Норріс, вольової доньки Томмі та Анджели, сестри Купера.
- Пауліна Чавес[en] — Аріана, дружина Ельвіо[3]
- Кайла Уоллес[d] у ролі Ребекки Фальконе, юриста причинного зв'язоку «з великого міста», яка розслідує справу про викрадений літак, наповнений наркотиками, який був знищений вантажівкою-цистерною, що мчала на приватній дорозі нафтопромислу, у якій загинули всі учасники
- Марк Коллі[en] — шериф Волт Джоберг
- Джеймс Джордан[en] у ролі Дейла Бредлі, інженера-нафтовика.
- Демі Мур у ролі Камі Міллер, дружини Монті та друга Томмі Норріса[4][5]
- Джон Гемм у ролі Монті Міллера, чоловіка Камі, титана техаської нафтової промисловості, який має довгі особисті та професійні стосунки з Томмі Норрісом[4]

### Повторюваний
- Колм Фіоре[en] — Натан, адвокат і адміністратор нафтової компанії.

### Гостьовий
- Майкл Пенья — Армандо Медіна, провідний член нафтової бригади, який тренує Купера
- Еміліо Рівера[en] — Луїс Медіна, співробітник нафтової бригади та дядько Армандо й Ельвіо
- Алекс Мераз[en] — Хіменес
- Алехандро Акара — Ельвіо Медіна, співробітник нафтової бригади, чоловік Аріани, племінник Луїса та молодший брат Армандо
- Робін Лайвлі в ролі Еллі, офіціантки в кафе «Patch»
- Барт Джонсон[en] — Патрік Ремсі
- Октавіо Родрігес — Антоніо, член нафтової команди Боса, який не любить Купера, і двоюрідний брат усіх членів першої команди Купера
- Дж. Р. Вільярреал[en] у ролі Мануеля Лопеса, ще одного члена нафтової команди Боса, який також не любить Купера, і ще одного двоюрідного брата всіх членів першої команди Купера
- Одрі Макгроу[d] — Шелбі, сусідка родини Норріс
- Енді Гарсія в ролі Галіно, надзвичайно здібної та могутньої людини.
- Джей Джей Томпсон у ролі Джімінеса Крю, дуже підлого та жорсткого члена картелю.

## Епізоди
| № серії | Назва серії                   | Режисер(и)     | Сценарист(и)   | Оригінальна дата показу |
| ------- | ----------------------------- | -------------- | -------------- | ----------------------- |
| 1       | «Landman»                     | Тейлор Шерідан | Тейлор Шерідан | 17 листопада 2024       |
| 2       | «Dreamers and Losers»         | Тейлор Шерідан | Тейлор Шерідан | 17 листопада 2024       |
| 3       | «Hell Has a Front Yard»       | Стівен Кей     | Тейлор Шерідан | 24 листопада 2024       |
| 4       | «The Sting of Second Chances» | Стівен Кей     | Тейлор Шерідан | 1 грудня 2024           |
| 5       | «Where is Home»               | Стівен Кей     | Тейлор Шерідан | 8 грудня 2024           |
| 6       | «Beware the Second Beating»   | Майкл Фрідман  | Тейлор Шерідан | 15 грудня 2024          |
| 7       | «All Roads Lead to a Hole»    | Майкл Фрідман  | Тейлор Шерідан | 22 грудня 2024          |
| 8       | «Clumsy, This Life»           | Стівен Кей     | Тейлор Шерідан | 29 грудня 2024          |
| 9       | «WolfCamp»                    | Стівен Кей     | Тейлор Шерідан | 5 січня 2025            |
| 10      | «The Crumbs of Hope»          | Стівен Кей     | Тейлор Шерідан | 12 січня 2025           |

## Виробництво

### Розробка
У лютому 2022 року Paramount+ замовила сценаристу Тейлору Шерідану телевізійну адаптацію подкасту «Boomtown» під назвою Землевласник (англ. Landman). У серіалі знімається Біллі Боб Торнтон. У травні 2023 року до серіалу приєдналися Джейкоб Лофланд, Елі Лартер і Мішель Рендольф. У січні 2024 року Кейла Воллес, Джеймс Джордан, Марк Коллі та Пауліна Чавес приєдналися до серіалу як постійні учасники. У лютому 2024 року повідомлялося, що Джон Гемм приєднався до серіалу. У квітні 2024 року повідомлялося, що Октавіо Родрігес і Дж. Р. Вільярреал приєдналися до серіалу як повторювані персонажі.
У травні 2024 року Демі Мур підтвердила, що серіал отримав другий сезон, а виробництво почнеться на початку 2025 року.

### Зйомки
Зйомки розпочалися у Форт-Верті, штат Техас, у лютому 2024 року та завершилися в червні 2024 року[відсутнє в джерелі]. Серед місць зйомок — штаб-квартира Американської асоціації професійних землекористувачів, національної асоціації, яка представляє фахівців із землекористування, а також Нафтовий клуб Форт-Ворт і Техаський християнський університет.

## Реліз
Перший сезон стартував у неділю, 17 листопада 2024 року, з двох епізодів, а наступні епізоди першого сезону з 10 серій доступні щотижня по неділях до 12 січня 2025 року.

## Сприйняття
На веб-сайті агрегатора оглядів «Rotten Tomatoes» рейтинг схвалення серіалу становить 79 % на основі 28 відгуків критиків із середнім рейтингом 6,1/10. Консенсус критиків веб-сайту говорить: "Землевласник займає майже ту саму територію, що й інші серіали, написані Тейлором Шеріданом, але наявність Біллі Боба Торнтона під рукою перетворює цю «техаську сиру нафту» на дивовижне паливо до перегляду. Metacritic, який використовує середньозважене значення, призначив оцінку 60 зі 100 на основі відгуків 20 критиків, що вказує на «загалом сприятливі» рецензії.